# Штиглич, Сречко
Сречко Штиглич (сербохорв. Srećko Štiglić / Срећко Штиглић; 11 июня 1943, Загреб — 10 сентября 2020, Загреб) — югославский хорватский легкоатлет, специалист по метанию молота. Выступал за сборную Югославии по лёгкой атлетике в 1970-х и 1980-х годах, чемпион Средиземноморских игр, многократный победитель и призёр первенств национального значения, участник летних Олимпийских игр в Мюнхене.

## Биография
Сречко Штиглич родился 11 июня 1943 года в Загребе. Представлял загребские спортивные общества «Младост» и «Динамо».
В 1966 году впервые стал чемпионом Югославии в метании молота и затем неизменно удерживал чемпионское звание в течение двадцати лет, являясь безоговорочным лидером в своей дисциплине.
Впервые заявил о себе на международном уровне в сезоне 1971 года, когда вошёл в состав югославской сборной и выступил на чемпионате Европы в Хельсинки — метнул здесь молот на 65,14 метра и в финал не вышел. Позднее с результатом 66,28 выиграл бронзовую медаль на Средиземноморских играх в Измире.
Благодаря череде удачных выступлений удостоился права защищать честь страны на летних Олимпийских играх 1972 года в Мюнхене — в финале показал результат 68,34 метра, расположившись в итоговом протоколе соревнований на 14-й строке.
В 1975 году одержал победу на Средиземноморских играх в Алжире (68,22).
В 1979 году стал бронзовым призёром на домашних Средиземноморских играх в Сплите (68,56).
На Средиземноморских играх 1983 года в Касабланке попасть в число призёров не смог, с результатом 63,48 стал восьмым.
В июне 1984 года на соревнованиях в Загребе установил свой личный рекорд в метании молота — 71,36 метра.
В 1988 году в последний 22-й раз стал чемпионом Югославии в метании молота, на соревнованиях в Сараево установил мировой рекорд среди спортсменов 45-50 лет — 62,86 метра.
Впоследствии успешно участвовал в ветеранских соревнованиях по лёгкой атлетике. Так, в 1995 году представлял Хорватию в метании молота на мастерском чемпионате мира в Буффало, где сумел выиграть бронзовую медаль.
Умер 10 сентября 2020 года в Загребе в возрасте 77 лет.